# Рагби лига клуб Соко Врање
Рагби лига клуб Соко Врање је српски рагби лига (рагби 13) клуб из Врања.

## Историја
Рагби лига клуб Соко Врање основан је на јесен 2010. године у Београду од стране бившег играча РЛК Раднички, РЛК Ниш Дејана Шкарића. Прву утакмицу су имали 2010. године када су изгубили од екипе РЛК Ниш, а другу утакмицу су играли 21. новембра 2010. године када су изгубили од РЛК Раднички из Нове Пазове са резултатом 10:22. Прву првенствену утакмицу у Групи Б (односно у Другој лиги Србије) имали су 19. марта 2011. године са екипом РЛК Стари Град (Београд). Прву победу су забележили над екипом РЛК Морава Гепарди 26. марта 2011. године са резултатом 32:0.

## Клупски успеси
- Рагби лига јуниорско првенство Србије(1): 2013

Вицепрвак рагби лига јуниорског првенства Србије(1): 2012